# Rodrigo Sigal
Rodrigo Sigal Sefchovich (Ciudad de México, 1 de octubre de 1971) es un compositor mexicano de música electroacústica. Es el fundador y director del Centro Mexicano para la Música y las Artes Sonoras, CMMAS.

## Biografía
Rodrigo Sigal nació en 1971 en la Ciudad de México. Sus padres son Isaac Sigal y Sara Sefchovich. De 1979 a 1981 realizó estudios musicales en el Instituto Artene, con el Método Tort.

### Formación
En 1992 ingresó al Centro de Investigación y Estudios Musicales (CIEM) donde cursó la Licenciatura en Música. En 1994, tomó un curso con Franco Donatoni en la Escuela Nacional de Música de la UNAM. De 1994 a 1995 tomó clases con Juan Trigos y en el mismo año también tomó clases de composición con Alejandro Velasco. En 1996 recibió la Beca del Centro de Composición Gerhart Muench del Conservatorio de las Rosas en Morelia, donde tomó cursos con compositores como Donald Martino, Mario Lavista, Peter Garland, Emil Awad y Alberto Vásquez. De 1996 a 1998 estuvo en el taller de composición de Mario Lavista.
Obtuvo su doctorado en composición electroacústica en la Universidad de la Ciudad de Londres, donde tomó cursos con Simon Emmerson y Javier Álvarez, graduándose con la tesis Compositional Strategies in Electroustic Music. Más tarde realizó un posdoctorado en la UNAM. Asimismo posee un diploma en Gestión cultural por la UAM-BID.
Desde 1998 trabajó con un grupo de músicos denominado The Maarten Altena Ensemble con un proyecto de música electrónica y video, Altenative Sessions, que se ha presentado en México y Países Bajos.

### Carrera profesional
Formó, junto al flautista y compositor Alejandro Escuer, el proyecto Lumínico. Asimismo es el director del festival de música Visiones Sonoras, así como editor de la revista Ideas Sónicas.
A partir del 2006 se convirtió en el director del Centro Mexicano para la Música y las Artes Sonoras (CMMAS), en Morelia, Michoacán, espacio especializado en la investigación y la creación alrededor del fenómeno sonoro.

## Premios
- 1999. Primer premio en el Concurso Internacional de Composición Luigi Russolo en Italia con la obra Cycles.[7]
- 2000. Mención honorífica en el Concurso Internacional de Composición Luigi Russolo en Italia con la obra Tolerance.[7]
- 2001. Mención honorífica en el Concurso Internacional de Composición Luigi Russolo en Italia con la obra Twilight.[7]
- 2003. 3er lugar en el Premio JTTP 2003 de la CeC (Canadá) con la obra Friction of things in other places.[7]
- 2003. 3er lugar en SAN (Inglaterra), con la obra Friction on things in other places.[7]

## Obras
El estilo de composición de Rodrigo Sigal, posee rasgos posmodernos, pues es heredero de las vanguardias de los años 60. Asimismo posee rasgos estilísticos presentes en la música electroacústica y de medios digitales, la reutilización de sonidos y ruidos de diversas fuentes sonoras. Al respecto, Carredano señala: “A través de los medios electroacústicos, Sigal ha podido también integran en su música sonidos o ruidos del mundo exterior y combinarlos a su vez con los sonidos instrumentales que (...) serán decodificados por los propios instrumentistas.”

### Listado cronológico de obras[9]
- Quinteto No. 2 (1995), para quinteto de alientos
- Altai (1996), para cuarteto de cuerdas
- Murmullo (1997), para cuarteto de cuerdas
- Acacia (1997), para cuarteto de clarinetes
- El firmamento (1997) para piano y sonidos electroacústicos
- El firmamento II (1997) para flauta, clarinete y sonidos electroacústicos
- Vueltas al sol (1998), para cuarteto de cuerdas
- Babe (1998), para flauta y sonidos electroacústicos
- Cycles (1999), para sonidos electroacústicos
- Real Scream Dream (1998-2001), para sonidos electroacústicos
- Tolerance (2000), para violonchelo y cinta
- Twilight (2001), para fagot y sonidos electroacústicos
- Rimbarimba (2002), para marimba y sonidos electroacústicos
- Friction of Things in Other Places (2002), electroacústica

## Discografía
Tiene obras disponibles en más de diez discos, los cuales han recibido una buena recepción por parte de la crítica.
- B-Blind C-Ciego. Música Electroacústica.
- Maniefi esto. Rodrigo Sigal.
- Electro – Acústico. Obras para violonchelo y sonidos electroacústicos.
- Zoo. Virtual Zoo.
- Sueños de una América. Quinteto de alientos de la Ciudad de México.